# 齋藤俊介
齋藤 俊介（さいとう しゅんすけ、1994年1月7日 - ）は、千葉県佐倉市出身の元プロ野球選手（投手）。右投右打。

## 経歴

### プロ入り前
佐倉市立千代田小学校時代から軟式野球を始めると、佐倉市立臼井南中学校時代には佐倉ボーイズに所属。
成田高等学校2年の夏に全国高等学校野球選手権千葉大会でのチーム20年ぶりの優勝を経て、第92回全国高等学校野球選手権大会にも控え投手としてベンチ入りを果たした。チームは58年ぶりに準決勝へ進出したが、自身の登板機会はなかった。翌年はエースとして夏の千葉県大会に臨んだが、4回戦で館山総合に延長15回サヨナラ負けを喫した。
立教大学では、1年時の東京六大学春季リーグ戦から中継ぎで登板。1年の秋季リーグ戦から先発へ転向すると、東京大学とのリーグ最終戦で初勝利を挙げた。2年の春季のリーグ戦では、6試合に先発。3勝2敗、防御率1.13という成績で、最優秀防御率のタイトルを獲得した。同年秋の対法大戦では初完投初完封勝利を収めた。その後に右肩痛を発症したため、3年の秋季リーグから2季連続で未勝利に終わったが、4年の秋季リーグ戦ではストレートで最速146km/hを計測するほど復調。ただし、プロ志望届を日本学生野球協会へ提出するまでには至らず、卒業後にJX-ENEOSへ入社した。
JX-ENEOSでは、1年目から公式戦に出場。三菱日立パワーシステムズ（MHPS）の補強選手として出場した第87回都市対抗野球大会では、日本生命との初戦で、ストレートが自己最速の149km/hを計測した。秋の第42回社会人野球日本選手権大会では、JX-ENEOSの投手として、NTT西日本との初戦で先発に起用。敗戦投手になったが、8回途中まで1失点と好投した。2年目には、第88回都市対抗野球大会で、前年の大会に続いてMHPSの補強選手として出場。救援で2試合に登板した。
2017年のNPBドラフト会議で、横浜DeNAベイスターズから4巡目で指名。契約金5000万円、年俸950万円（金額は推定）という条件で入団した。背番号は24。

### DeNA時代
2018年は、春季キャンプのスタートを一軍で迎えた直後から、右肘に炎症を発症。後に右肩も痛めたため、シーズン中の7月2日にクリーニング手術を受けた。手術後もリハビリに専念したことから、一・二軍とも実戦登板の機会がなかったが、シーズン後の11月からはキャッチボールを再開した。
2019年は、春季キャンプを二軍で過ごしたが、2月25日に中日ドラゴンズとの練習試合でプロ入り後初めての実戦登板に漕ぎ着けた。7月5日に初の一軍選手登録を果たすと、その日の対読売ジャイアンツ戦（東京ドーム）でプロ初登板。2対8というビハインドからの8回、敗戦処理での登板ではあったものの、クリスチャン・ビヤヌエバを見逃し三振、続く社会人時代の同僚・若林晃弘から空振り三振を奪い、1回を三者凡退、2奪三振・無失点に抑えた。好投を続けていたが、8月中旬に入り2試合で9失点と炎上し登録抹消。その後、9月に入り中日戦でプロ初先発し、5回1失点の好投を見せてチームの優勝争いに貢献した。
2020年は、コンディション不良により二軍でも7試合のみの登板に留まり、一軍登板はなかった。
2021年は、8月に右肘のクリーニング手術を受けた影響もあり、前年に引き続き一軍登板がなく、10月5日に球団から戦力外通告を受け、30日に現役引退を表明した。

### 現役引退後
引退後は球団に残り、2022年よりファームサブマネージャーを務める。
2024年12月からSB C&Sの営業マンとなる。長年野球に関わってきたが、違う業界への興味が沸いたため決断したとのこと。

## プレースタイル・人物
最速151km/hのストレート、フォーク、スライダー、カットボールを投げる。
新人研修の場で「活躍して女子アナに振り向いてもらえるようにしたい」と発言したり、円陣で笑いをとったり、ファンフェスティバルで芸人ひょっこりはんのマネをしたりするなど、チームの中では佐野恵太や桑原将志などと共に盛り上げ役である。

## 詳細情報

### 年度別投手成績
| 年 度     | 球 団     | 登 板 | 先 発 | 完 投 | 完 封 | 無 四 球 | 勝 利 | 敗 戦 | セ 丨 ブ | ホ 丨 ル ド | 勝 率 | 打 者 | 投 球 回 | 被 安 打 | 被 本 塁 打 | 与 四 球 | 敬 遠 | 与 死 球 | 奪 三 振 | 暴 投 | ボ 丨 ク | 失 点 | 自 責 点 | 防 御 率 | W H I P |
| --------- | --------- | ----- | ----- | ----- | ----- | -------- | ----- | ----- | -------- | ----------- | ----- | ----- | -------- | -------- | ----------- | -------- | ----- | -------- | -------- | ----- | -------- | ----- | -------- | -------- | ------- |
| 2019      | DeNA      | 16    | 1     | 0     | 0     | 0        | 0     | 1     | 0        | 0           | .000  | 115   | 25.0     | 31       | 1           | 8        | 2     | 2        | 20       | 3     | 0        | 19    | 16       | 5.76     | 1.56    |
| 通算：1年 | 通算：1年 | 16    | 1     | 0     | 0     | 0        | 0     | 1     | 0        | 0           | .000  | 115   | 25.0     | 31       | 1           | 8        | 2     | 2        | 20       | 3     | 0        | 19    | 16       | 5.76     | 1.56    |

### 年度別守備成績
| 年 度 | 球 団 | 投手  | 投手  | 投手  | 投手  | 投手  | 投手     |
| 年 度 | 球 団 | 試 合 | 刺 殺 | 補 殺 | 失 策 | 併 殺 | 守 備 率 |
| ----- | ----- | ----- | ----- | ----- | ----- | ----- | -------- |
| 2019  | DeNA  | 16    | 1     | 4     | 0     | 0     | 1.000    |
| 通算  | 通算  | 16    | 1     | 4     | 0     | 0     | 1.000    |

### 記録
初記録
投手記録
- 初登板：2019年7月5日、対読売ジャイアンツ11回戦（東京ドーム）、8回裏に3番手で救援登板・完了、1回無失点
- 初奪三振：同上、8回裏にクリスチャン・ビヤヌエバから見逃し三振
- 初先発登板：2019年9月8日、対中日ドラゴンズ22回戦（ナゴヤドーム）、5回1失点で敗戦投手

打撃記録
- 初打席：2019年8月14日、対東京ヤクルトスワローズ21回戦（神宮）、3回表に石川雅規から空振り三振
- 初安打：2019年9月8日、対中日ドラゴンズ22回戦（ナゴヤドーム）、3回表に大野雄大から中前安打

### 背番号
- 24（2018年 - 2021年）